# Notturno (Film)
Notturno (dt. wortwörtl.: „Nacht werdend“, meist: „nächtlich“) ist ein Dokumentarfilm von Gianfranco Rosi aus dem Jahr 2020. Die europäische Koproduktion zeigt den Alltag verschiedener Menschen, die in Kriegsgebieten im Nahen Osten leben.
Die Uraufführung fand am 8. September 2020 im Rahmen des Wettbewerbs der 77. Internationalen Filmfestspiele von Venedig statt. Der reguläre Kinostart in Italien erfolgte einen Tag später, am 9. September.

## Handlung
Im Mittelpunkt stehen Menschen, die an den Grenzen von Syrien, vom Irak, Kurdistan und Libanon leben. Ihr Alltag ist geprägt von Bürgerkriegen, brutalen Diktaturen, der Invasion und politischen Einmischung von außen sowie dem Terror des Islamischen Staats (IS). Gezeigt werden u. a.:
- Trauernde Mütter, die das Leid ihrer durch den Krieg schwer verwundeten und aus Angst stotternden Kinder beklagen.
- Patienten einer psychiatrischen Klinik, die ein Theaterstück über die Sinnlosigkeit des Krieges aufführen.
- Ein Straßensänger, der von seiner Geliebten eingekleidet wird, um mit seinem morgendlichen Gesang die Stadt zu wecken und Gott anzupreisen.
- Ein Mann in einer Sumpflandschaft, der sich in der Nähe umkämpfter Ölquellen heimlich auf Fischfang begibt.
- Weibliche Peschmerga-Kämpferinnen, die entschlossen Stellung beziehen.
- Ein Gefängnis, das versucht, den fundamentalistischen Hass unter einsitzenden IS-Terroristen einzudämmen.
- Eine angsterfüllte jesidische Mutter, die eine Nachricht von ihrer Tochter erhält, die vom IS gefangengehalten wird.
- Ein Jugendlicher namens Ali, der nachts und im Morgengrauen arbeitet, um seine Geschwister mit Brot zu versorgen.

Dem Zuschauer werden Informationen zu Orten, Ländern und überwiegend auch den Namen der porträtierten Menschen vorenthalten.

## Entstehungsgeschichte

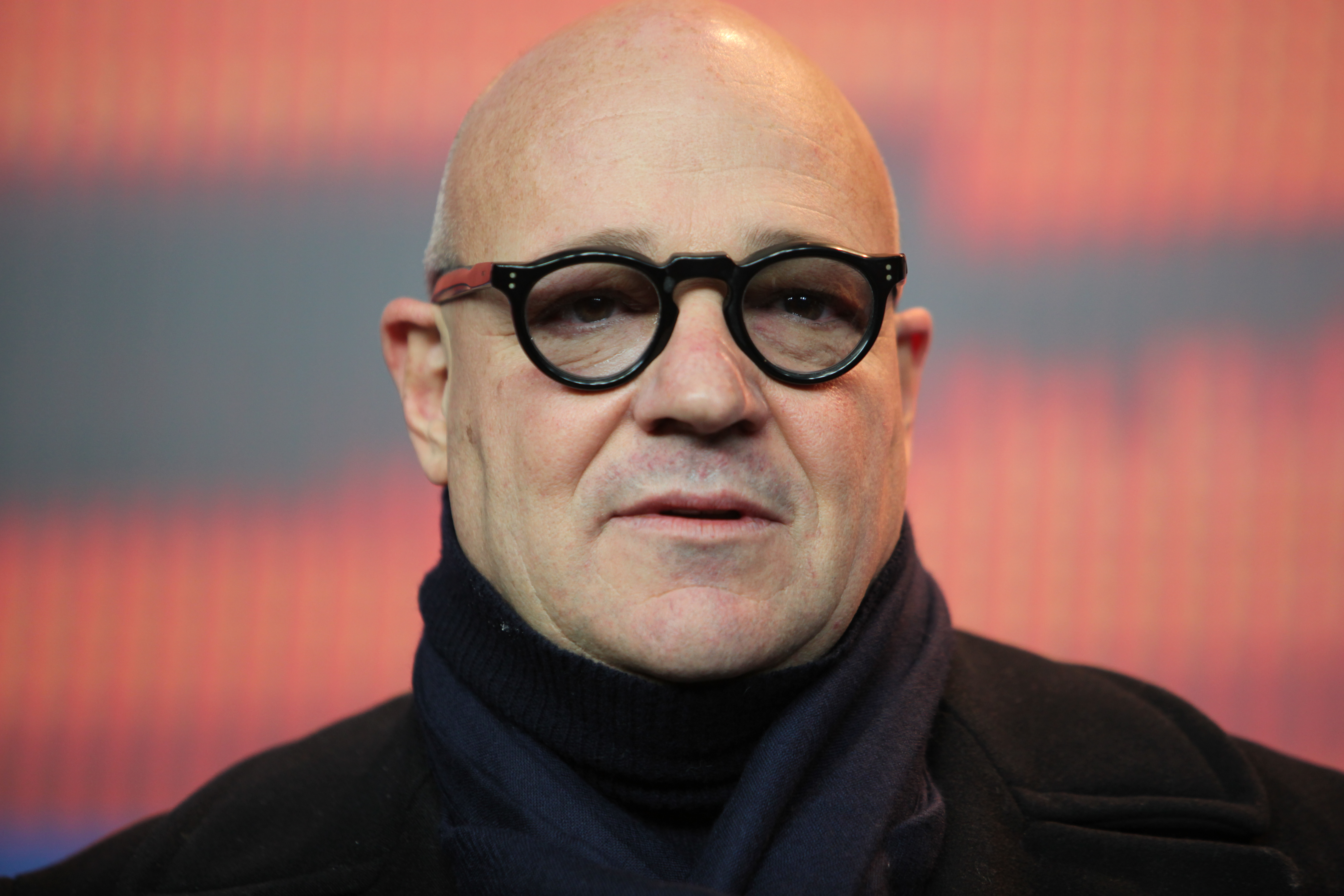
Gianfranco Rosi im Jahr 2016

Nach dem weltweiten Erfolg von Seefeuer (2016) kündigte Rosi im Februar 2018 die Dreharbeiten zu seinem sechsten Dokumentarlangfilm an. Zu Notturno sei er durch die Begegnungen mit Flüchtlingen zu seinem vorherigen Film auf der Insel Lampedusa inspiriert worden. Rosi wollte ihre Herkunftsorte entdecken. „Es war ein natürlicher Schritt für mich, das Wasser zu überqueren und zu sehen, von woher die Tragödie kommt“, so Rosi. Der Titel Notturno (dt. wortwörtl.: „Nacht werdend“, meist: „nächtlich“) habe bereits zu Beginn des Projekts festgestanden und stünde im Einklang mit der Stimmung des Films. Obwohl der italienische Titel laut dem Regisseur nicht perfekt sei, sollten später alle internationalen Filmverleiher diesen übernehmen.
Für das Filmprojekt reiste Rosi drei Jahre durch den Nahen Osten. Die ersten zwei Monaten stellten für ihn eine Herausforderung dar, da er ohne Kamera auf Menschen und ihre Geschichten traf. Noch vor Beginn der Dreharbeiten war er sich über die Machart seines Films im Unklaren. „Es wird viel Zeit und Mühe kosten, diese Geschichte zu erzählen, die bereits auf so viele Arten erzählt wurde, aber ich hatte das Gefühl, ich musste zurückgehen, um etwas zu reparieren, das so exponiert war, und einen anderen Blickwinkel finden“, so Rosi. Eine Schwierigkeit für ihn bestand auch darin, im Nahen Osten „alltägliche Geschichten zu finden, die universell“ seien. „Ich möchte alltäglichen Geschichten begegnen, den Geschichten der Menschen über Normalität in dieser Welt, die nichts normales hat, mit Konflikten, Schmerz und Härte“, so Rosi.
Rosi wählte schließlich für seinen Film jeweils eine Person im Irak, in Kurdistan, Südirak, Libanon und Syrien aus, die er mit der Kamera begleitete. Dabei investierte er pro Person sehr viel Zeit und zahlreiche Stunden an Dreharbeiten, um ein enges Vertrauensverhältnis aufzubauen. Nach einer gewissen Zeit vergaßen die Personen Rosis Anwesenheit und seine Kamera. Der Regisseur besuchte nacheinander die ausgewählten Personen und kam später auf sie wieder zurück. Er beschrieb seine Arbeitsweise als „langsamer Zyklus, um die Geschichte zu verstehen“. Auch habe Rosi den Menschen nie Regieanweisungen gegeben. „Ich sage ihnen nie, was sie tun sollen. Stattdessen muss ich wissen, was sie tun. Und dann muss ich die Essenz erfassen, wie es ein guter Fotograf in einem einzigen Bild tut – einem Bild, in dem ich auch erfahre, was vorher passiert ist und wohin es geht. Wenn ich es nicht tue, ist es ein schlechtes Bild“, so Rosi. Er verglich seine Arbeit mit der an einer Giacometti-Skulptur, er lasse immer mehr weg, bis kurz vor ihrem Zusammenbrechen.
In der offiziellen Presseerklärung zu Notturno im Katalog der Filmfestspiele von Venedig gab Rosi an, bei den Dreharbeiten absichtlich von der Kriegsfront ferngeblieben zu sein. Er hätte Geschichten erzählen und Figuren jenseits der Konflikte zeigen wollen. „Ich hielt mich von der Front fern, sondern ging dorthin, wo die Leute versuchen, ihre Existenzen wieder zusammenzubauen. An den Orten, an denen ich das Echo des Krieges gefilmt habe, kann man seine bedrückende Präsenz hören, diese Last, die so schwer ist, dass sie jede Projektion in die Zukunft verhindert. Ich habe versucht, den Alltag derer zu erzählen, die an der Grenze leben, die das Leben von der Hölle trennt“, so Rosi. Während Rosi in der Vergangenheit darauf verzichtete, viel Informationen zu den gezeigten Bildern zu liefern, gibt er in Notturno gar keine Hinweise auf die gezeigten Orte, Länder und die Namen beinahe aller Protagonisten. „Dieser Film ist sehr extrem, denn sie wissen nicht, wo sie sind“, so Rosi. Er setzte bei seinem Film auf Psychogeographie, anstatt auf physische Orte. „So wollte ich den Film haben. Ich ging an viele Orte, um eine gemeinsame Grundlage für die Geschichte zu finden und sie dann in einen mentalen Zustand umzuwandeln. Und all diese Grenzen sind sowieso falsch, von Kolonialmächten gezogen. Das ist natürlich auch der Grund für einen Großteil dieses Konflikts“, so Rosi.
Der Film wurde von Rosis eigener Produktionsfirma 21Uno Film gemeinsam mit seiner langjährigen Produzentin Donatella Palermo (Stemal Entertainment) mit Rai Cinema und unter Mitwirkung von Dg Cinema e Audiovisivo – Mibact produziert. Ebenfalls unterstützt wurde der Film von Eurimages und vom Istituto Luce Cinecittà. Als Koproduzenten traten Arte France Cinéma und No Nation Films – Mizzi Stock Entertainment in Erscheinung. Für den Schnitt war Filmeditor Jacopo Quadri verantwortlich, der bereits zuvor an Rosis Dokumentationen Boatman (1993), Unter dem Meeresspiegel (2008), El Sicario, Room 164 (2010), Tanti futuri possibili. Con Renato Nicolini (2012), Das andere Rom (2013) und Seefeuer (2016) mitgewirkt hatte. Quadri erhielt bei seiner Arbeit Unterstützung von Fabrizio Federico. Beide kürzten das Rohmaterial von 90 Stunden Länge unter Mitarbeit von Rosi auf einen 100-minütigen Spielfilm zusammen. Der Schnitt von Notturno sei laut dem Regisseur zwei Wochen vor der Premiere fertiggestellt worden. Aufgrund seines Alters gab Rosi an, dass es sich möglicherweise um seine letzte Regiearbeit handle.

## Veröffentlichung
Notturno sollte ursprünglich seine Weltpremiere auf dem Telluride Film Festival 2020 feiern, das aber aufgrund der COVID-19-Pandemie abgesagt wurde. Neben der offiziellen Premiere beim Filmfestival von Venedig soll Rosis Regiearbeit auch bei den im September 2020 stattfindenden Toronto International Film Festival und New York Film Festival gezeigt werden. Ein italienischsprachiger Trailer zum Film wurde am 27. August 2020 präsentiert. Am 9. September 2020 war der offizielle Start in den italienischen Kinos. In Deutschland wurde der Film am 25. April 2023 beim Streamingdienst Mubi veröffentlicht.
Rechtehändler im Weltvertrieb für den Film ist The Match Factory, für den nordamerikanischen Markt Submarine Entertainment.

## Rezeption
Deutschsprachige und internationale Kritiker lobten überwiegend Notturno nach seiner Premiere in Venedig. 
Dominik Kamalzadeh (Der Standard) pries Notturno als „ein Filmmosaik über das Überleben auf verbrannter Erde“. Rosi maße „sich nicht an, die Trauer dieser Menschen verstehen zu wollen“. Ihm sei es am besten gelungen „die Verwerfungen der Realität zu verdichten und einen anderen Blick hervorzukehren“, so Kamalzadeh. „Die Schönheit des Films, seine ausgesucht komponierten Bilder erscheinen nie anstößig. Sie geben dem Schmerz eine Form“.
Tobias Kniebe (Süddeutsche Zeitung) lobte Notturno als „ein einziges, universales Poem auf das Weiterleben nach Tod und Zerstörung“. Rosi sei „einer der wenigen Filmemacher dieses Jahrgangs, der alle Erwartungen erfüllt – und übertrifft“. Durch Vorenthaltung von Informationen zu Orten, Länder oder Namen, „gäbe man jeden Versuch bald auf[...], nach Frontlinien, falschen und richtigen Seiten, weltpolitischen Dimensionen zu suchen“, so Kniebe. Rosis Markenzeichen sei es, „auf indirekten Wegen zu den größten Themen vorzustoßen“, im Vergleich zu Seefeuer gebe es „noch weniger Aktionen zu sehen“. „Das rückt ‚Notturno‘ noch weiter weg von allen Newsbildern, gegen die wir längst Verdrängungsstrategien entwickelt haben, und macht das Erlebnis an den Stellen, die einem auch ohne Erklärung nahegehen, umso gewaltiger“, so Kniebe.
Daniel Kothenschulte (Berliner Zeitung) sah mit Notturno einen „der stärksten“ Beiträge des Wettbewerbs, der Film sei „zeitlos“ und „hoch aktuell“. Rosi setzte vor allem „den kurdischen und jesidischen Leidtragenden von IS-Terror, Syrienkrieg und türkischer Politik [...] ein stilles Denkmal“. „Rosis diskreter Filmstil, sein Gespür für menschliche Würde und den piktoralen Eigenwert jeder Kameraeinstellung verbindet ihn mit den großen Fotografen des 20. Jahrhunderts. Seine Sequenzen entwickeln eine eigene Erzählkraft, die ohne jede verbale Erklärung auskommt“, so Kothenschulte.
Tim Caspar Boehme (die tageszeitung) prophezeite, dass Rosis Film ein Preis bei der Wettbewerbsjury sicher sei. Wie auch bei seinen beiden vorangegangenen Werken bevorzuge es der Regisseur, „eine Handvoll Personen“ auszuwählen, „denen er diesmal durch ihren von Krieg geprägten Alltag folgt“. Rosi mische die Bilder mit Szenen „aus der eingeschränkten Normalität [...] Schnappschüsse aus einem Leben, das in den Nachrichten meistens hintüberfällt“. Boehme war jedoch verunsichert, ob Rosis „allemal wichtiger Beitrag“ das „fragmentierte[s] Erzählen mit oft sehr ästhetischen Einstellungen [...] der Sache immer so ganz gerecht wird oder nicht am Ende doch auch vor allem schöne Bilder“ liefere.
Andreas Busche (Der Tagesspiegel) irritierte die „Intimität der Bilder“, „weil der Regisseur gleichzeitig stets Distanz zu den Menschen zu suchen“ scheine. Busche bemerkte wenig Respekt und eine Ästhetik, die an die Bilder der Fotoagentur Magnum erinnere. Rosi interessiere sich wie schon bei Seefeuer „recht wenig für seine beschädigten Protagonisten“, was sich u. a. darin äußere, dass nur eine Figur einen Namen erhalten würde, so Busche.
Ben Croll (IndieWire) vergab die Schulnote „A-“, womit die Webseite den Dokumentarfilm gemeinsam mit den US-amerikanischen Spielfilmen Nomadland und The World to Come als beste Wettbewerbsbeiträge in Venedig rezensierte.

## Auszeichnungen
Mit Notturno konkurrierte Gianfranco Rosi zum zweiten Mal um den Goldenen Löwen, den Hauptpreis der Filmfestspiele von Venedig. Die Auszeichnung hatte er bereits bei seiner ersten Wettbewerbsteilnahme 2013 für die Dokumentation Das andere Rom erhalten. Die Wettbewerbsjury um Präsidentin Cate Blanchett vergab keinen Preis an den Film. Dennoch blieb Notturno in Venedig nicht unprämiert und erhielt folgende Auszeichnungen unabhängiger Juries:
- ARCA CinemaGiovani Award – Bester italienischer Film
- Leoncino d’Oro Award – Cinema for UNICEF
- „Sorriso diverso“ Award – Bester italienischer Film (gemeinsam mit Non odiare von Mauro Mancini)